# 大当り狸御殿
『大当り狸御殿』（おおあたりたぬきごてん）は、1958年2月26日に東宝系で公開された日本映画。カラー。東宝スコープ。宝塚映画作品。98分。

## 概要
戦前から大映などで公開された木村恵吾原作の「狸御殿」を、東宝傍系の宝塚映画により製作されたミュージカルで、シリーズでは初のカラーおよびシネマスコープ作品。また唯一の東宝作品。狸御殿の姫君・きぬた姫と、きぬた姫にそっくりな城下の旅籠の女中・お黒がお互いの立場を入れ替え、好みの男性を射止めるまでを描く。
主演は三人娘の一人・雪村いづみで、きぬた姫とお黒の二役を演じている。そして同じ三人娘の一人の美空ひばりと、「三人娘映画」の常連・山田真二が、それぞれの愛人を演じる。
一方の助演には、ベテラン喜劇俳優「シミキン」こと清水金一、上方漫才師のミヤコ蝶々・南都雄二と中田ダイマル・ラケット、そして東宝特撮の佐原健二と河内桃子など。極め付きは、当時「バナナ・ボート」をヒットさせていた歌手・浜村美智子が、城のショー（司会役はトニー谷）の歌手役で出演し、時代劇にもかかわらず、カリビアンの扮装で「バナナ・ボート」を披露している。
2005年3月25日より東宝からDVDが発売されている。

## ストーリー
ここ狸御殿では、姫君・きぬた姫の誕生会がもうじき催されようとしていた。会には隣国の若君で、きぬた姫と将来結婚させようとしている狸吉郎も来る予定だった。だがきぬた姫は狸吉郎との政略結婚を嫌がり、密かに城を抜け出すと、町民に変身して城下へ出かけた。そうとは知らぬ狸御殿では、いよいよ狸吉郎が現れたが、きぬた姫がいなくなったために大騒ぎ。折りしも御殿に、城下の旅籠「つづみ屋」の女中・お黒が団子を届けに来たが、そのお黒がきぬた姫に瓜二つなのを見て、お黒を姫の替え玉にした。その頃きぬた姫は山賊に襲われ、更に蜘蛛の巣谷に落ち、その谷に落ちていた「もん白のお蝶」と共に女王蜘蛛に襲われるが、偶然その場を訪れた若侍・狸千代に助けられる。やがてきぬた姫は城下にやって来たが、お黒と間違われて、つづみ屋で女中として働かされる羽目になった。そこへ狸千代が泊まりに現れ、やがて二人にはひそかな思いが芽生えた。
やがて狸御殿では、年に一度の「狸祭り」が行われた。その頃行商にやられたきぬた姫は御殿の家老達に捕まるが、辛うじて逃げ帰る。この様子を見ていたお蝶は、狸千代に女中がきぬた姫だと教えた。それを知った狸千代はきぬた姫に、城に帰って立派な女王になる様勧める。かくしてきぬた姫は、狸千代を連れて御殿へ。一方狸吉郎はきぬた姫と狸千代の間柄を知り、二人を祝福した。役目が終わったお黒は寂しくつづみ屋へ帰ろうとするが、そこへ狸吉郎が手を差し伸べた。そして二人はきぬた姫の誕生会に出席した……。

## スタッフ
以下のスタッフ名は特に記載のない限り東宝に従った。
- 製作：杉原貞雄
- 原作：木村恵吾[2]
- 脚本：中田竜雄
- 監督：佐伯幸三
- 撮影：岡崎宏三
- 音楽：松井八郎
- 美術：小川一夫[2]
- 照明：下村一夫
- 録音：中野倫治
- 振付：県洋二、渡辺武雄[2]

## 出演者
- きぬた姫（狸御殿の姫君）／お黒（「つづみ屋」の女中）：雪村いずみ
- 狸吉郎（満月城の若君）：美空ひばり
- 狸千代（旅の若侍）：山田真二[3]
- もん白のお蝶（蝶の妖精）：白川由美
- 森の女王蜘蛛：淡路恵子[1]
- 狸左衛門（狸御殿の家老）：有島一郎
- 豆太郎（「つづみ屋」の下働き）：井上大助
- 泥右衛門（「つづみ屋」主人）：永田靖
- 土竜の七兵衛：藤尾純[1]
- 蟇三（七兵衛の子分）：清水金一
- 阿波守（狸御殿の殿様）：左卜全[3]
- 狸路局（きぬた姫の教育係）：千石規子
- 星之丞（狸吉郎の側近）：泉高志
- お園（狸御殿の腰元）：峯京子
- 胡萩（同上）：環三千世
- トニ川狸之丞（ショーの司会）：トニー谷
- つづみ屋の泊まり客：ミヤコ蝶々、南都雄二、中田ダイマル、中田ラケット（中田ダイマル・ラケット）
- 歌う男：佐原健二
- 歌う女：河内桃子
- 浜村狸（ショーの歌手）：浜村美智子

## 同時上映
「別れの波止場」
- 企画：宇佐美進／脚本：新井一／監督：山崎裕里／主演：春日八郎／宝塚映画作品

## 参考資料
- キネマ旬報